# Chisholm NGL (трубопровід для ЗВГ)
Chisholm NGL (трубопровід для ЗВГ) — трубопровідна система, котра подає зріджені вуглеводневі гази до установки фракціонування в канзаському Конвеї.
Трубопровід призначений для транспортування до Канзасу суміші ЗВГ, отриманої при розробці в Оклахомі нафтогазоносного басейну Анадарко. Він має довжину 202 милі та розрахований на перекачування 42 тисяч барелів на добу.
Chisholm NGL починається на терміналі Кінгфішер, котрий отримує від газопереробних заводів вуглеводневу фракцію та здійснює виділення з неї конденсату в обсягах до 5 тисяч барелів на добу, після чого суміш ЗАГ спрямовується для подальшого фракціонування до Конвею. Термінал Кінгфішер обладнаний ємностями для зберігання 450 тисяч барелів вуглеводнів.
Власниками трубопроводу на паритетних засадах виступають компанії ONEOK та Phillips 66, при цьому остання виконує функцію оператора.